# Farshad Mohammadi Mehr
Farshad Mohammadi Mehr là một tiền vệ bóng đá người Iran hiện tại thi đấu cho câu lạc bộ Iran Esteghlal ở Iran Pro League.

## Thống kê sự nghiệp câu lạc bộ
Tính đến 1 tháng 6 năm 2018.
| Câu lạc bộ          | Hạng đấu            | Mùa giải            | Giải vô địch | Giải vô địch | Cúp Hazfi | Cúp Hazfi | Châu Á  | Châu Á    | Tổng    | Tổng      |
| Câu lạc bộ          | Hạng đấu            | Mùa giải            | Số trận      | Bàn thắng    | Số trận   | Bàn thắng | Số trận | Bàn thắng | Số trận | Bàn thắng |
| ------------------- | ------------------- | ------------------- | ------------ | ------------ | --------- | --------- | ------- | --------- | ------- | --------- |
| Giti Pasand         | Hạng đấu 1          | 2015–16             | 30           | 0            | 0         | 0         | –       | –         | 30      | 0         |
| Pars Jonoubi        | Hạng đấu 1          | 2016–17             | 23           | 1            | 1         | 0         | –       | –         | 24      | 0         |
| Pars Jonoubi        | Iran Pro League     | 2017–18             | 28           | 1            | 1         | 0         | 0       | 0         | 29      | 1         |
| Tổng cộng sự nghiệp | Tổng cộng sự nghiệp | Tổng cộng sự nghiệp | 81           | 1            | 2         | 0         | 0       | 0         | 83      | 1         |